# Husebyrennet

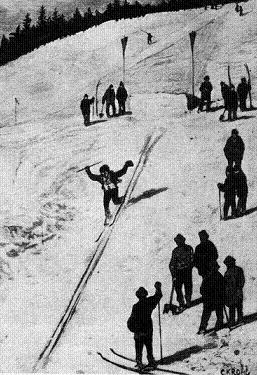
Obraz autorstwa Christiana Krohga przedstawiający pierwsze zawody Husebyrennet w 1879 r.

Husebyrennet – zawody narciarskie, pierwsze organizowane zawody w skokach narciarskich. Odbywały się w dzielnicy Oslo – Ullern. Organizowane były w latach 1879–1891. Począwszy od stycznia 1892 zawody te przeniesiono do innej dzielnicy Oslo – Holmenkollen.
Pierwsze konkursy, organizowane przez klub Christiania Skiklub dość znacznie różniły się od dzisiejszych. Składały się one z jednego skoku oraz 4 km biegu na nartach (początki kombinacji norweskiej). Nie mierzono długości skoku, a jedynie oceniano styl przyznając od 1 do 5 punktów.
Skocznia, pierwotnie nazwana Kastellbakken (później przemianowana na Husebybakken), była uważana w tamtych czasach za ogromną. Pozwalała ona na skoki w okolicach 20 metrów. W pierwszym konkursie na Husebybakken, w 1879 r., Norweg Olaf Haugann ustanowił pierwszy rekord świata w długości skoku wynikiem 20 metrów.
Początkowo w zawodach dominował Sondre Norheim. Później nastała era braci Mikkjela i Torjusa Hemmestveita. W 1883 r. w zawodach wziął udział Fridtjof Nansen, który zyskał wtedy sławę po tym, jak przebył na nartach trasę z Bergen do Oslo.
Z czasem zawody zaczęły przyciągać coraz więcej widzów. Zdarzało się, że liczba widzów sięgała 10 tysięcy. Wśród znalazł się między innymi król Norwegii i Szwecji Oskar II.
Z powodu braku śniegu zawody zostały odwołane i przeniesione w inne miejsce w 1880 i 1890 r. Niepewności co do warunków pogodowych była jednym z powodów przeniesienia na stałe tych zawodów w inne miejsce. Wybór padł na Holmenkollen. Dzisiaj w miejscu Husebybakken znajduje się brązowa tablica pamiątkowa.